# Аргирипнусы
Аргирипнусы (лат. Argyripnus) — род глубоководных морских рыб из семейства топориковых (Sternoptychidae) отряда стомиеобразных.
Аргирипнусы имеют высокие, сжатые с боков тела и большие, не телескопические глаза. Все они относительно малы, от 7,3 до 14 см. Встречаются в Тихом, Индийском и Атлантическом океанах.
Их окаменелости свидетельствуют, что род уже существовал в позднем олигоцене, более 23 миллионов лет назад.

## Классификация
На апрель 2019 года в род включают 7 видов:
- Argyripnus atlanticus Maul, 1952
- Argyripnus brocki Struhsaker, 1973
- Argyripnus electronus Parin, 1992
- Argyripnus ephippiatus Gilbert & Cramer, 1897 — Чепрачный аргирипнус[1]
- Argyripnus hulleyi Quéro, Spitz & Vayne, 2009
- Argyripnus iridescens McCulloch, 1926
- Argyripnus pharos Harold & Lancaster, 2003